# Generator electric

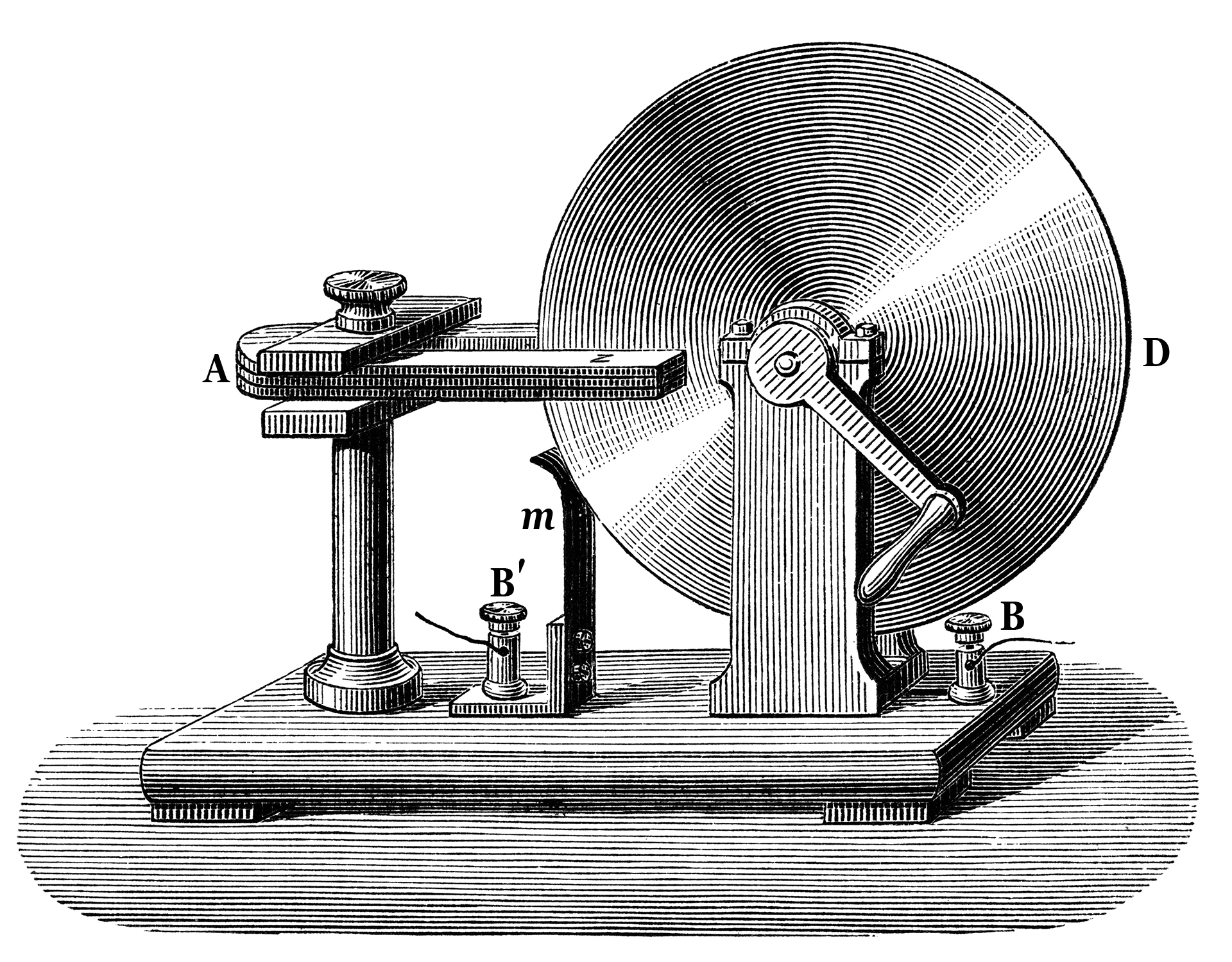
Discul Faraday, primul generator homopolar

Generatorul electric este un dispozitiv care transformă energia mecanică în energie electrică. Transformarea din energie electrică în energie mecanică este făcută de motoarele electrice. Generatorul permite menținerea circulației unui curent electric în circuite electrice prin acțiunea unui câmp electric imprimat care menține o diferență de potențial electric între două porțiuni ale unui circuit închis. Circulația sarcinilor electrice prin intermediul generatorului e similară menținerii circulației unui fluid printr-o conductă închisă .
Generatoarele electrice sunt acționate de mașini de forță cum sunt motoarele cu ardere internă sau turbine (turbine cu gaze, cu abur, hidraulice, turbine sau motoare eoliene) sau chiar de energia musculară umană etc. Un om mediu sănătos poate dezvolta o putere de circa 75 W timp de 8 ore.
Primul generator electromagnetic îl are autor pe Michael Faraday, în 1831, un generator homopolar sub formă de disc rotitor.

## Clasificare

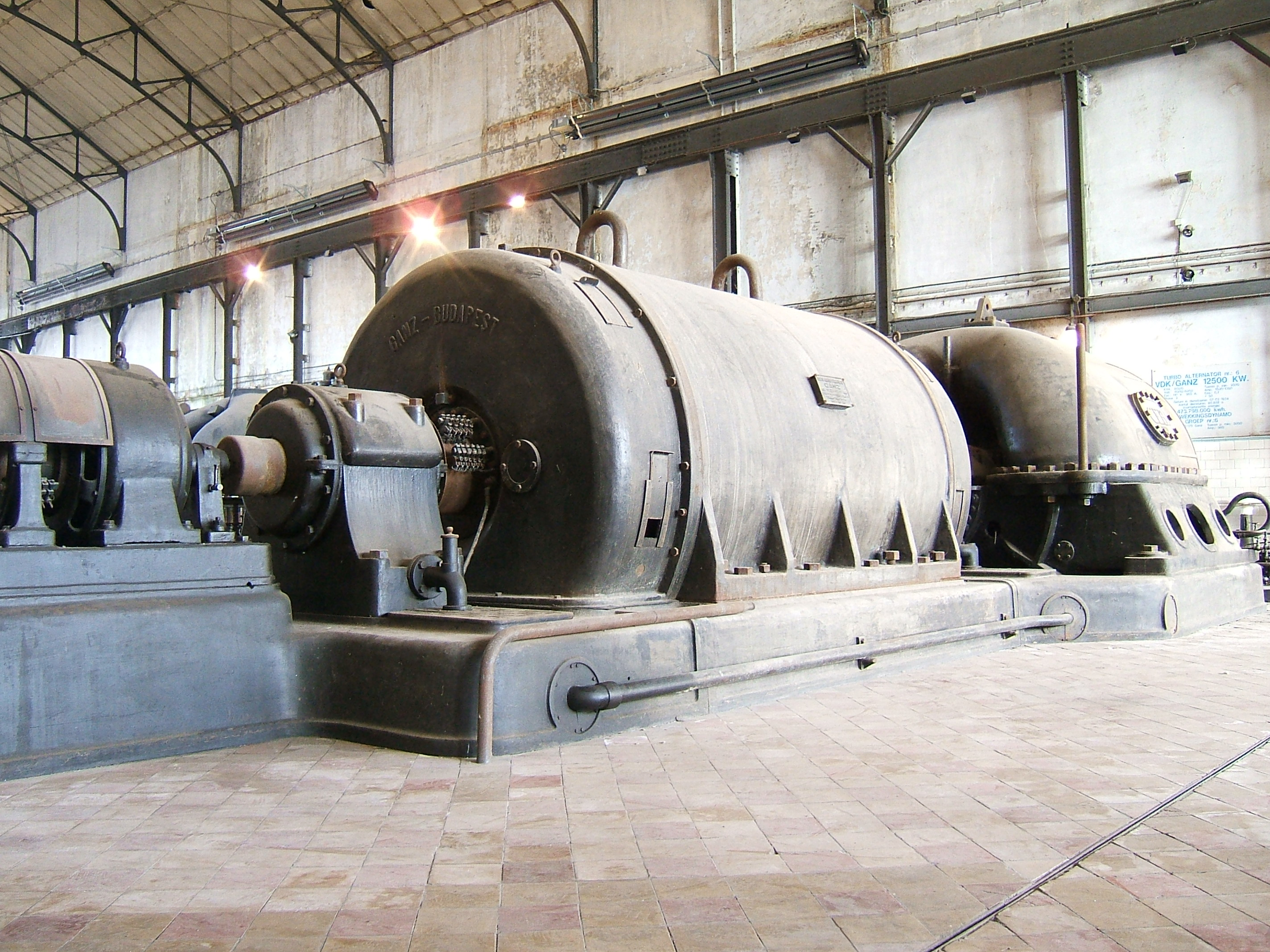
Generator in Zwevegem, Flandra de Vest, Belgia

Generatoarele electrice bazate pe inducție electromagnetică se încadrează în una din cele două mari categorii, dinamuri și alternatoare.
- Dinamul generează curent continuu, de obicei cu fluctuații de tensiune sau de curent, și de regulă prin utilizarea unui comutator.
- Alternatorul generează curent alternativ, care poate să fie apoi redresat de către un alt sistem (extern sau încorporat în el).

## Componente
Mecanic:
- Rotor: Partea rotativă a unei mașini electrice.
- Stator: Partea staționară a unei mașini electrice.

Electric:
- Armătură: Componentă producătoare de energie de ieșire a unei mașini electrice. Într-un generator — alternator sau dinam — armătura bobinajului generează curentul electric. Armătura poate fi fie pe rotor, fie pe stator.
- Câmp: Componentă producătoare de câmp magnetic inductiv al unei mașini electrice. Câmpul magnetic al dinamului sau alternatorului poate fi furnizat fie prin electromagneți fie prin magneți permanenți,  montați pe rotor sau pe stator.